# Bob ai I Giochi olimpici invernali - Bob a quattro maschile
La gara di bob a quattro maschile ai I Giochi olimpici invernali si è disputata tra il 2 e il 3 febbraio a Chamonix.
Fu la prima gara di bob ai Giochi olimpici. Pur essendo una corsa di bob a quattro, il regolamento della gara prevedeva anche l'utilizzo di un quinto componente.
Vinse l'equipaggio svizzero (SUI I) precedendo quello britannico (GBR II) e il bob belga (BEL), che conquistò il gradino più basso del podio.

## Atleti iscritti
| Europa (39)                              | Europa (39)                        |
| ---------------------------------------- | ---------------------------------- |
| - Belgio (5) - Francia (8) - Italia (10) | - Gran Bretagna (8) - Svizzera (8) |

## Risultati
| Posizione | Nazione          | Atleti                                                                                            | Manche1 | Manche2 | Manche3 | Manche4 | Tempo totale | Distacco |
| --------- | ---------------- | ------------------------------------------------------------------------------------------------- | ------- | ------- | ------- | ------- | ------------ | -------- |
|           | Svizzera I       | Eduard Scherrer Alfred Neveu Alfred Schläppi Heinrich Schläppi                                    | 1'27"39 | 1'26"60 | 1'25"02 | 1'26"53 | 5'45"54      |          |
|           | Gran Bretagna II | Ralph Broome Terence Arnold Alexander Richardson Rodney Soher                                     | 1'28"73 | 1'28"67 | 1'25"76 | 1'25"67 | 5'48"83      | +3"29    |
|           | Belgio           | Charles Mulder René Mortiaux Paul van den Broeck Victor Verschueren Henri Willems                 | 1'29"89 | 1'34"22 | 1'29"98 | 1'28"20 | 6'02"29      | +16"75   |
| 4         | Francia II       | André Berg Henri Aldebert Georges André Jean de Suarez d'Aulan                                    | 1'39"35 | 1'34"99 | 1'36"68 | 1'31"93 | 6'22"95      | +37"41   |
| 5         | Gran Bretagna I  | William Horton Archibald Crabbe Gerard Fairlie George Pim                                         | 1'42"33 | 1'41"28 | 1'38"58 | 1'38"52 | 6'40"71      | +55"17   |
| 6         | Italia I         | Lodovico Obexer Massimo Fink Paolo Herbert Giuseppe Steiner Aloise Trenker                        | 1'53"00 | 1'49"69 | 1'48"73 | 1'43"99 | 7'15"41      | +1'29"87 |
|           | Francia I        | Étienne Legrand Gabriel Izard Jacques Jany François Legrand                                       | 4'29"01 | DNS     | 2'00"79 | 1'56"58 |              |          |
|           | Italia II        | Luigi Tornielli di Borgolavezzaro Adolfo Bocchi Leonardo Bonzi Alfredo Spasciani Alberto Visconti | 4'08"44 | DNS     |         |         |              |          |
|           | Svizzera II      | Charles Stoffel Alois Faigle Anton Guldener Edmond Laroche                                        | 5'38"00 | DNS     |         |         |              |          |